# Pico Cão Grande
El pico Cão Grande (Gos Gran) és un notable banyó volcànic amb forma d'agulla a São Tomé i Príncipe, situat en el sud de l'illa de São Tomé al Parc Natural d'Ôbo. S'eleva dramàticament a més de 300 m per sobre del terreny circumdant i el cim assoleix els 663 m sobre el nivell del mar.